# Deià
|  | Per a altres significats, vegeu «Deia (desambiguació)». |

Deià és una vila i municipi de la Serra de Tramuntana de Mallorca. Limita amb els municipis de Valldemossa, Sóller i Bunyola. Pertany a la Mancomunitat de Tramuntana juntament amb Banyalbufar, Bunyola, Escorca, Esporles, Estellencs, Fornalutx, Puigpunyent, Sóller i Valldemossa.
S'hi arriba per la carretera Ma-10 des de Valldemossa o Sóller; a peu s'hi pot arribar per la Ruta de la pedra en sec. El seu punt més alt és el Puig del Teix, de 1.064 metres d'altura.

## Etimologia
Joan Coromines estableix que el seu nom prové clarament de l’àrab dayʿa (ضَيعة), que significa llogaret o aldea. Aquesta etimologia està plenament establerta i reconeguda en la literatura filològica, i no té relació amb cap nom llatí antic ni amb suposades formes derivades de noms romans en -anum, defensades per Antoni Maria Alcover.

## Població
| Entitat de població | Habitants (2024) |
| Deià                | 666              |
| s'Empeltada         | 20               |
| Llucalcari          | 19               |
| sa Cala             | 13               |
| Son Coll            | 10               |
| ses Coves           | 4                |
| Font: INE           |                  |

Deià té 717 habitants, coneguts com a deianencs. Els llinatges més comuns són López, Salas, Reynes, Ripoll, Coll, Deya i Rullan.
El terme municipal de Deià inclou diverses àrees dins o prop del nucli principal que, malgrat formar part del mateix poble, conserven una denominació pròpia. Entre aquestes zones hi trobam Baix del Penyal, el Clot, el Puig, el Racó i la Vinya Vella. Aquestes àrees mantenen un nom propi usat encara avui pels habitants per identificar amb precisió parts concretes del poble.
A més dels espais dins el nucli principal, també es reconeixen nuclis tradicionals com Llucalcari, Son Coll i Cala Deià. Al seu costat, en èpoques més recents, s'han desenvolupat nuclis nous com Ca l'Abat, les Coves, l'Empeltada, el Mirador de Son Bujosa, les Planes, Son Bauçà, Son Beltran de Dalt, Son Beltran de Baix i Son Rutlan.
La població de dret de Deià ha experimentat una evolució fluctuant al llarg del dos segles passats. Al segle xix, va créixer de 828 habitants el 1842 fins a un màxim de 991 el 1887. Al segle xx, la població va començar a disminuir progressivament, passant de 836 habitants el 1897 a un mínim de 371 el 1970. A partir de la dècada de 1970, la tendència es va revertir, iniciant un creixement que va portar la població de dret a 510 habitants el 1981, 552 el 1991 i 654 el 2001. La població va continuar augmentant lleugerament fins als 686 habitants registrats el 2021.

## Geografia

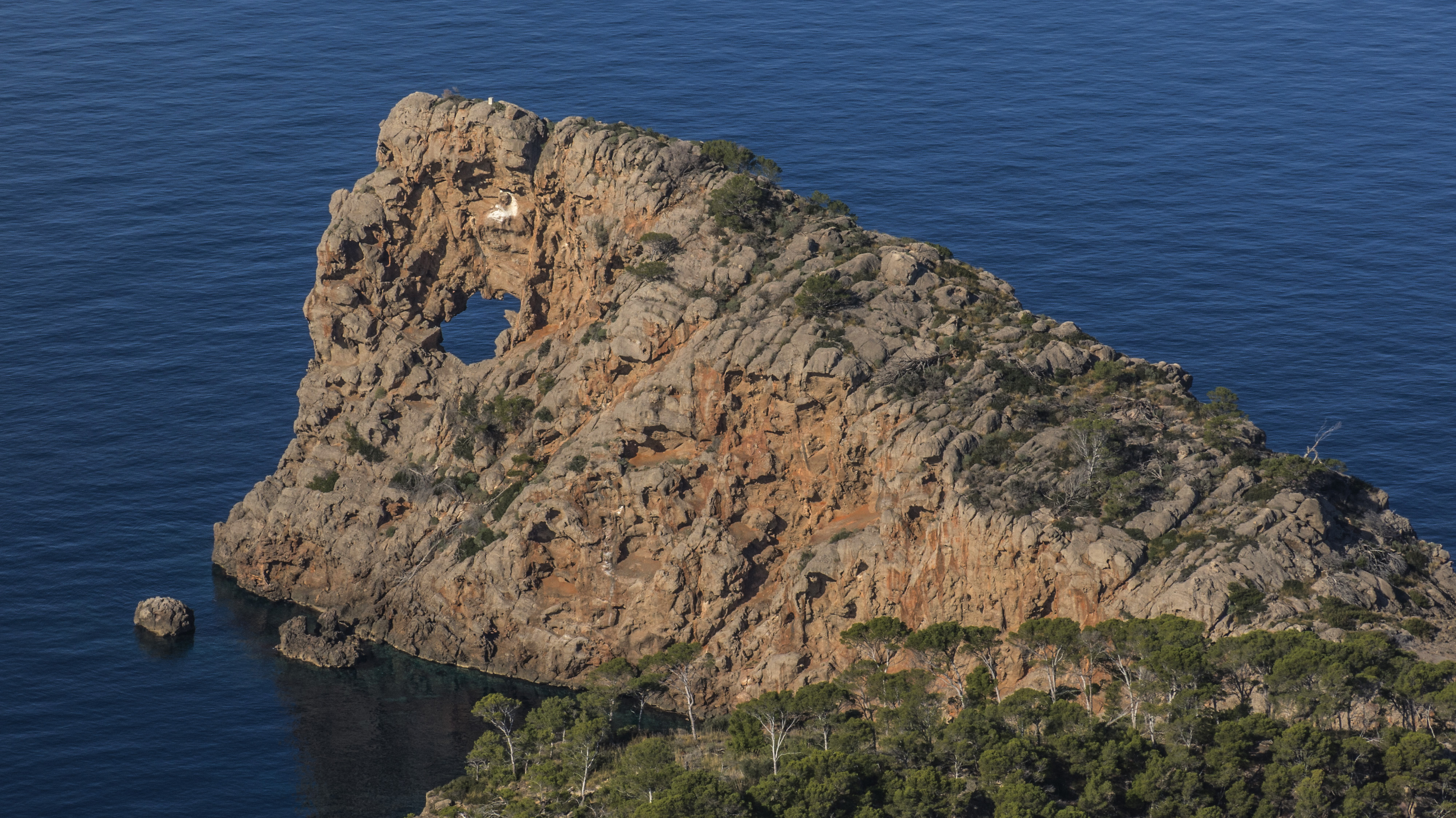
Sa Foradada

El terme municipal de Deià té una extensió reduïda (prop de 15 km²) però un entorn de gran valor paisatgístic. Es troba al vessant occidental de la serra de Tramuntana, a la falda del puig del Teix (1064 m) que s’eleva imponent al nord-est del poble. El nucli urbà està situat a uns 200 metres sobre el nivell de la mar, en un coster damunt la vall del torrent Major (o des Racó), orientat al sud-oest i protegit dels vents freds del nord pels cims de la serra. El municipi compta amb uns 5 km de litoral abrupte, on les muntanyes desemboquen directament a la Mediterrània. Només hi ha una cala accessible, Cala Deià, una petita cala de còdols enclavada entre penya-segats, utilitzada tradicionalment pels pescadors locals i avui popular entre banyistes. Un altre element geogràfic notable és la punta de sa Foradada, una península rocosa que s’endinsa a la mar amb una característica obertura circular a la roca. Sa Foradada és un icònic accident geogràfic i mirador natural; des de la part alta de la finca de Son Marroig es gaudeix d’una vista de les postes de sol darrere aquesta penya foradada. Part d'aquesta àrea litoral està protegida com a zona LIC (Lloc d’Importància Comunitària) dins la xarxa Natura 2000 per la seva riquesa ecològica.
L’entorn natural de Deià forma part del Paratge Natural de la Serra de Tramuntana, declarat Patrimoni de la Humanitat per la UNESCO l'any 2011 pel seu patrimoni paisatgístic i cultural. El paisatge combina el medi marí i el medi muntanyós. Les zones altes estan cobertes per boscos mediterranis de pins blancs (Pinus halepensis) i alzines (Quercus ilex), amb un sotabosc de garriga i mates aromàtiques. Als vessants mitjans i baixos abunden els olivars en marjades, amb antics exemplars d'oliveres centenàries conreades en feixes sostingudes per parets seques de pedra. A les fondalades i hortes, gràcies a les fonts naturals i canals de reg, prosperen tarongers, llimoners i altres fruiters de clima benigne.
Pel que fa a la fauna, en els alzinars de la serra es poden trobar mosteles, genetes i abundants cabres assilvestrades. Entre entre les aus es poden observar rapinyaires com el falcó pelegrí o l'àguila calçada i aus marines com els corbs marins i gavines. La costa escarpada preserva sota les aigües praderies de posidònia (Posidonia oceanica) i és freqüent veure peixos com la serviola o el tord en les aigües de cala Deià.
El clima és típicament mediterrani, amb hiverns suaus i humits i estius calorosos però temperats per la marinada. Les precipitacions se centren a la tardor i primavera, i poden ser intenses en forma de tempestes que alimenten els torrents de la contrada.

## Història
Resten traces dels primers pobladors a la cova des Morts a Son Gallard i uns suposats gravats rupestres a la cova de Betlem.

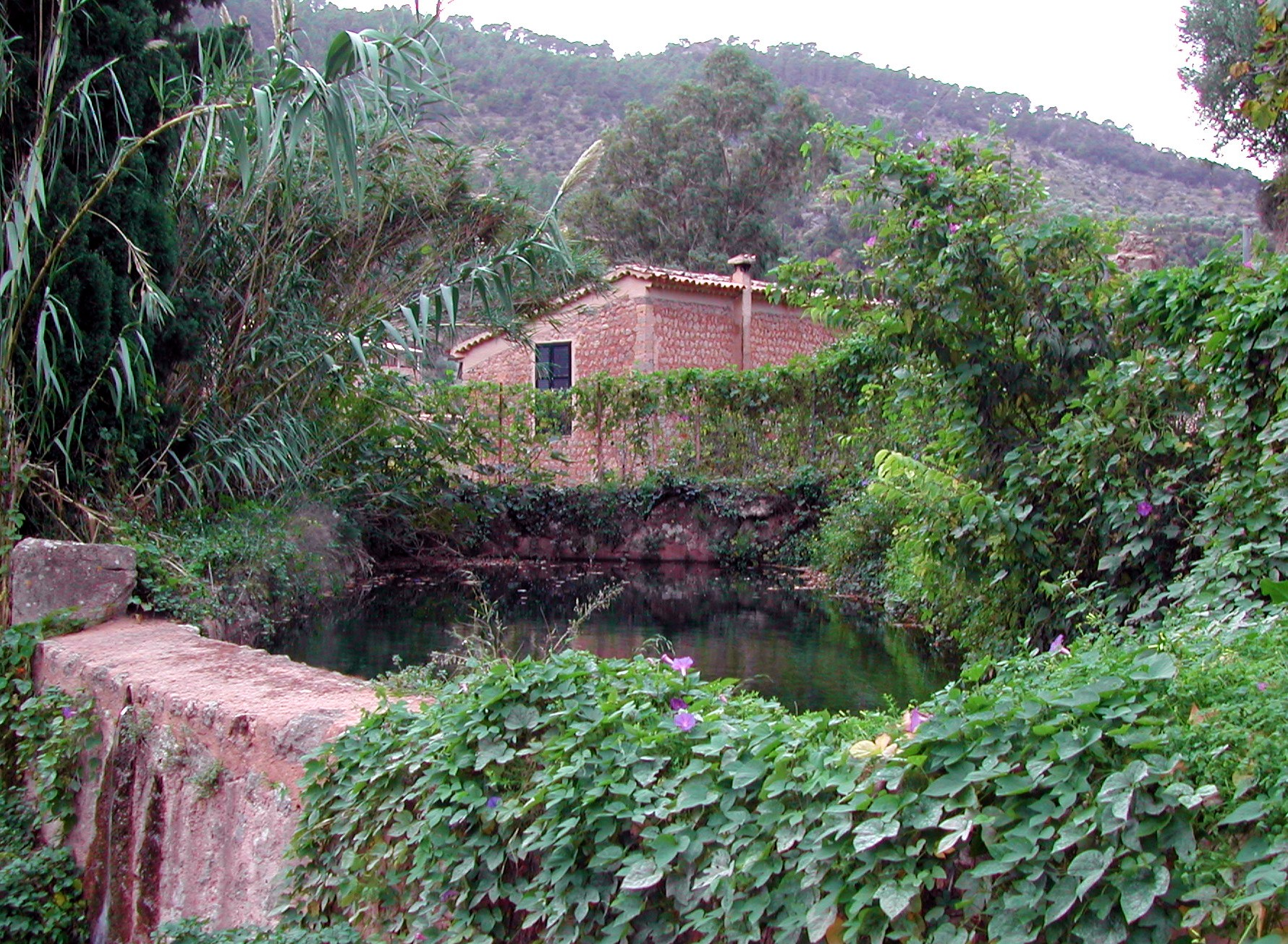
Bassa de Can Boi

Durant l'època musulmana les terres que avui formen part de Deià varen pertànyer al juz' de Musu. De llavors en resta una petita fortificació anomenada Castell del Moro i els topònims Deià (d'ad-daia, llogaret) i Llucalcari, d'etimologia discutida. Hi havia tres molins en el moment de la conquesta catalana i es pot suposar que anirien acompanyats d'importants aprofitaments d'horta situats sobre marges.
El 31 de desembre de 1229 En Jaume I, rei de la Corona d'Aragó, entra a Madina Mayurqa acabant així amb la dominació musulmana de Mallorca; en el Repartiment de l'illa Deià fou adjudicada al comte del Rosselló i Cerdanya, Nunó Sanç. D'altra banda Gilabert de Cruïlles, senyor de l'Empordà, va prendre possessió de la zona de Llucalcari.
El 1239 Nunó Sanç fundà el monestir de Sant Bernat de la Real i entre les donacions que feu als monjos del Cister hi figura Deià. Aquests monjos, foren els senyors feudals d'una gran part de l'actual Deià i vertaders fundadors de la vila, atraient a la gent. A Ca l'Abat, creat a partir de la compra de Son Muntaner per l'abat Pere Maians el 1619, encara hi podem trobar la simbologia que va donar origen a l'actual anagrama municipal.
El rei canvià na Matona per la granja de Deià amb els monjos de la Real i hi fundà a petició de Ramon Llull una escola de llengües orientals que s'anomenà Miramar. Aquest projecte durà pocs anys i, amb la divisió dels termes de Deià i Valldemossa, Miramar, que era considerat deianenc, quedà inclosa en el municipi valldemossí exceptuant el que avui és la possessió de Son Gallard. En aquesta darrera propietat hi habità durant la seva joventut Caterina Tomàs i Gallard (la beateta), l'única santa mallorquina.
L'historiador Ramon Rosselló i Vaquer indica que «Deià era un cas especial dins l'administració mallorquina: per una banda depenia de Valldemossa i tenia els seus representants al consell d'aquesta vila, i per l'altre tenia batle propi amb els corresponents prohoms que l'aconsellaven- pel fet de ser de la jurisdicció i dominis de la Real; coses aquestes que sovint foren causa de conflictes i interferències de jurisdiccions entre el batle reial de Valldemossa i el batle abadal de Deià.»

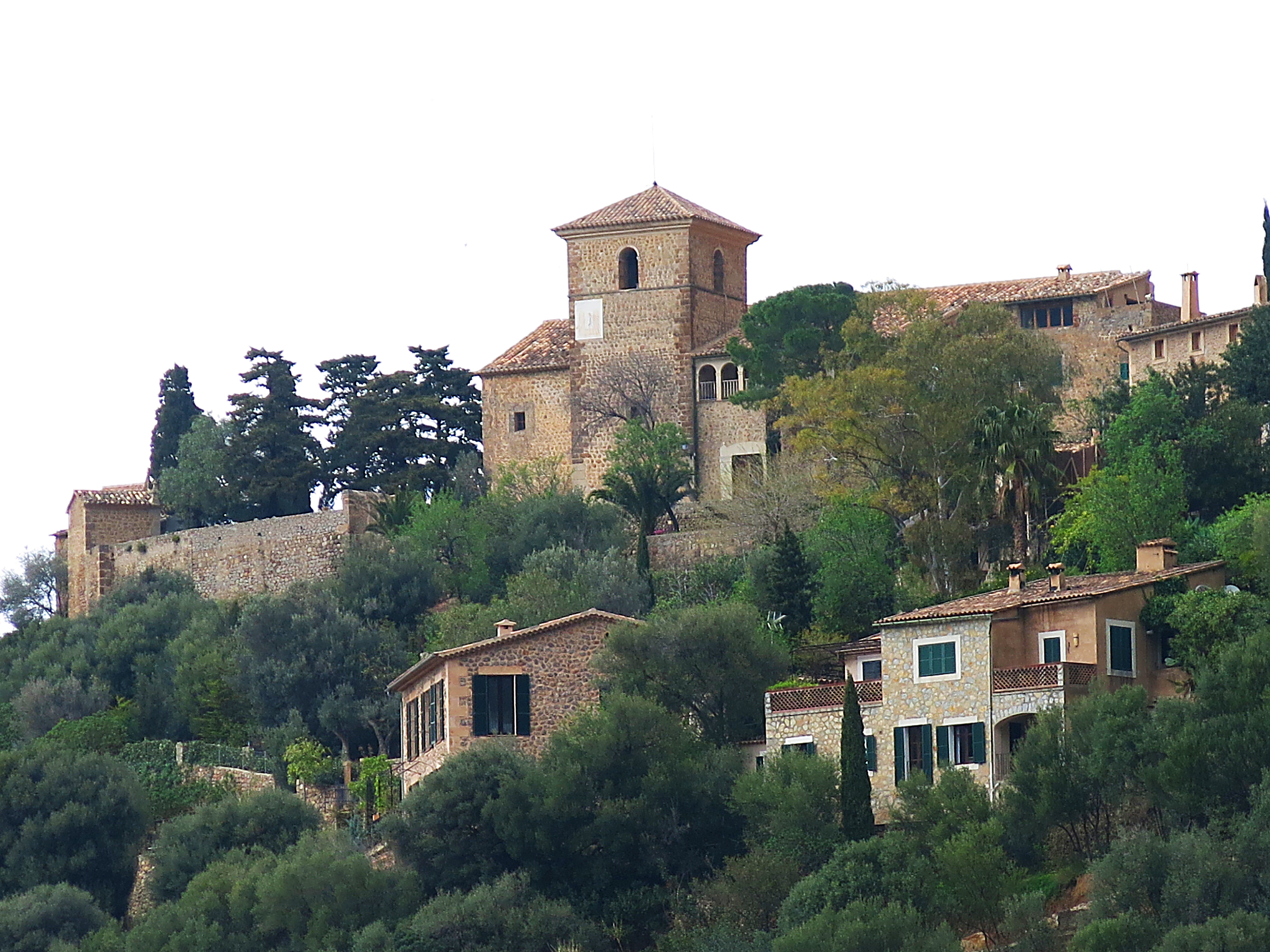
Església de Sant Joan i el Puig de Deià.

A poc a poc en aquests conflictes i interferències es va anar covant el desig de separar-se Valldemossa, cosa que es va produir el 7 de novembre de 1583, com recorda una placa situada al portal petit de l'Església. El rei Felip II va ser qui va concedir la independència a «tot lo que posseeix i pretén posseir el Rvd. Abat de La Real, lo gual fa partió, divisió i separació dels termes de Valldemossa, de Deyà i Lluch-Alcari.»
Cal destacar que un any abans, el 13 maig de 1582 més de dos-cents corsaris sarraïns havien desembarcat a Sa Foradada; allà foren derrotats per una petita força d'una cinquantena d'homes comandats pel capità Mateu Çanglada. Precisament per mor de la por als corsaris es va construir la torre de sa Pedrissa, que formava part de la xarxa de torres i talaies que donaven la volta a la costa mallorquina. Aquesta por també va condicionar l'arquitectura deianenca, amb presència de nombroses torres de defensa a les cases de possessió o a l'església i també l'urbanisme, amb les cases del poble de Deià situades al vessant de la muntanya des Puig que queda amagada a la mar i les cases de les possessions de Llucalcari agrupades a l'entorn d'un petit nucli per afavorir la seva defensa.

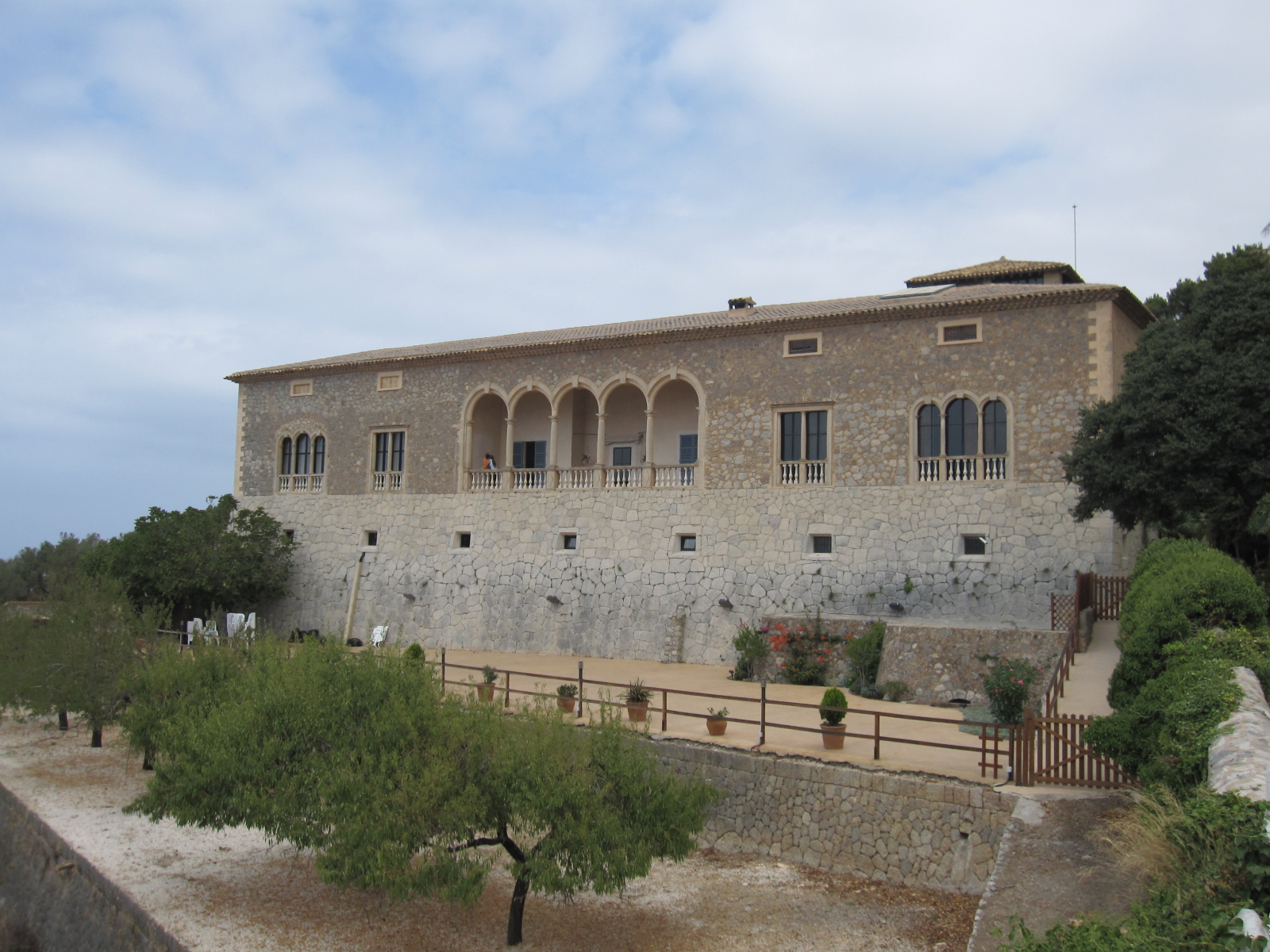
Son Marroig.

A finals del segle xix l'arxiduc Lluís Salvador d'Àustria-Toscana, membre de la casa dels Habsburg, adquirí un gran nombre de propietats d'aquest municipis. Amb possessions i finques com sa Pedrissa, Son Gallard, Son Marroig, sa Marina de Can Malrich, o es Rafal, creà un gran latifundi i exercí una forta influència sobre la vida social i política de la contrada.
Al voltant de la mateixa època Deià va patir un fort retrocés demogràfic, per mor de l'emigració cap a França provocada per la crisi agrària, en la que tengué una gran influència la plaga que afecta els tarongers. Gran part d'aquesta població va retornar a començaments del segle xx, però les dificultats econòmiques, que la població alleugerava amb la pràctica del contraban, no havien acabat: l'emigració (cap a França, però també cap a Sud-amèrica) i el Carib, es varen mantenir fins a mitjans del segle xx, sobretot durant i després de la Guerra Civil espanyola.
La bellesa del seu paisatge i la vida afable i senzilla dels seus habitants ja havien captivat d'ençà de finals del segle xix l'interès d'artistes i bohemis, que partiren amb l'esclat de la Guerra Civil. Poc a poc els artistes retornaren i a partir de la dècada dels seixanta arribaren el hippies i es produí una eclosió de l'ambient creatiu. Posteriorment el turisme de luxe va passar a liderar els indicadors econòmics, impulsant l'abandonament de l'agricultura, la divisió de les grans propietats i la construcció de segones residències.
El fort auge del lloguer vacacional ha derivat en una clara gentrificació. En aquest context, molts habitatges han deixat de ser llars habituals per convertir-se en béns d'inversió. Això ha dificultat l'accés a l’habitatge per part dels residents locals i ha provocat una progressiva transformació social. Tot i el passat artístic que donà renom a Deià, amb nombrosos creadors establerts-hi durant el segle xx, avui dia aquest llegat serveix sovint com a reclam simbòlic. Mentre les galeries d'art s’han reduït dràsticament, el nombre d’agències immobiliàries continua creixent, fet que posa de manifest la substitució d'un model cultural per un de mercantil.

## Política
| Eleccions municipals de 28 de maig de 2023 - Deià                                               |                                     |                                     |                                     |      |          |          |
| Candidatura                                                                                     | Candidatura                         | Candidatura                         | Cap de llista                       | Vots | Vots     | Regidors |
|                                                                                                 | Agrupació Deià                      |                                     | Maria Cristina López Martí          | 216  | 65,06%   | 5        |
|                                                                                                 | Per Balears                         |                                     | Francisco Javier Salas Santos       | 112  | 33,73%   | 2        |
|                                                                                                 | Vots en blanc                       |                                     |                                     | 4    | 1,2%     |          |
| Total vots vàlids i regidors                                                                    | Total vots vàlids i regidors        | Total vots vàlids i regidors        | Total vots vàlids i regidors        | 332  | 100 %    | 7        |
|                                                                                                 | Vots nuls                           | Vots nuls                           | Vots nuls                           | 3    | 0,9%     |          |
| Participació (vots vàlids més nuls)                                                             | Participació (vots vàlids més nuls) | Participació (vots vàlids més nuls) | Participació (vots vàlids més nuls) | 335  | 72,98%** |          |
| Abstenció                                                                                       | Abstenció                           | Abstenció                           | Abstenció                           | 124* | 27,02%** |          |
| Total cens electoral                                                                            | Total cens electoral                | Total cens electoral                | Total cens electoral                | 459* | 100 %**  |          |
| Batle: Lluís Enric Apesteguía Ripoll Per majoria absoluta dels vots dels regidors               |                                     |                                     |                                     |      |          |          |
| Fonts: Infoelectoral (* No són vots sinó electors. ** Percentatge respecte del cens electoral.) |                                     |                                     |                                     |      |          |          |

## Economia
Durant segles l'economia de Deià fou essencialment agrària i de subsistència. El cultiu de l'olivera per a la producció d'oli fou el pilar tradicional: les marjades escalonades en els pendents del terme permetien una notable producció oliera, amb tafones disseminades per les possessions i cases del poble. A més de l'oliverar, proliferaren els cítrics gràcies a l’aigua abundant de fonts i mines: taronges i llimones de Deià, conreades als horts prop del torrent, que tenien fama i s'exportaven a Palma i França abans de la plaga de la fil·loxera al segle xix, moment en què l'olivera la substituí definitivament. La pesca ha estat sempre una activitat complementària: uns pocs pescadors del poble baixaven a sa Cala (Cala Deià) a pescar amb bot i arts menors. Altres activitats tradicionals incloïen la ramaderia (porc, ovelles i cabres), l'aprofitament dels boscos per obtenir carbó vegetal i calç –feines dels carboners a les nombroses sitges i forns de calç dels boscos d'alzines –, i el conreu de cereals (blat, ordi) i llegums a les terres més planeres de la part alta del terme.
En el segle xx, i especialment a partir dels anys 1960, es produí una transformació profunda amb l'arribada del turisme. Avui el sector serveis domina l'economia local: la major part de la població activa es dedica a l'hostaleria, la restauració, el comerç o la gestió de propietats. El municipi disposa de diversos hotels i allotjaments rurals. De fet, s'ha calculat que hi ha aproximadament el doble de places turístiques que habitants a Deià. Aquest auge turístic, ja consolidat en el segle xxi, ha comportat l'arribada de residents estrangers amb segones residències i l'increment del preu de l'habitatge.

## Patrimoni
Malgrat la seva mida reduïda, Deià conserva un patrimoni arquitectònic ric i variat. El monument més emblemàtic és l'església parroquial de Sant Joan Baptista, situada dalt d'un turó que domina el poble. L'església original fou construïda a inicis del segle xvi (fet que motivà el plet per la independència municipal) i posteriorment reformada en estil barroc. Al seu costat s’estén el cementeri municipal, un recinte petit i senzill però molt visitat pels seus valors històrics. En aquest cementeri hi ha enterrats, entre d'altres, els pintors Antoni Gelabert i Antoni Ribas –dels més destacats paisatgistes mallorquins– i sobretot el poeta i novel·lista anglès Robert Graves, veí del poble fins a la seva mort el 1985. La seva tomba, senzilla, s'ha convertit en lloc de peregrinació per a seguidors i curiosos.

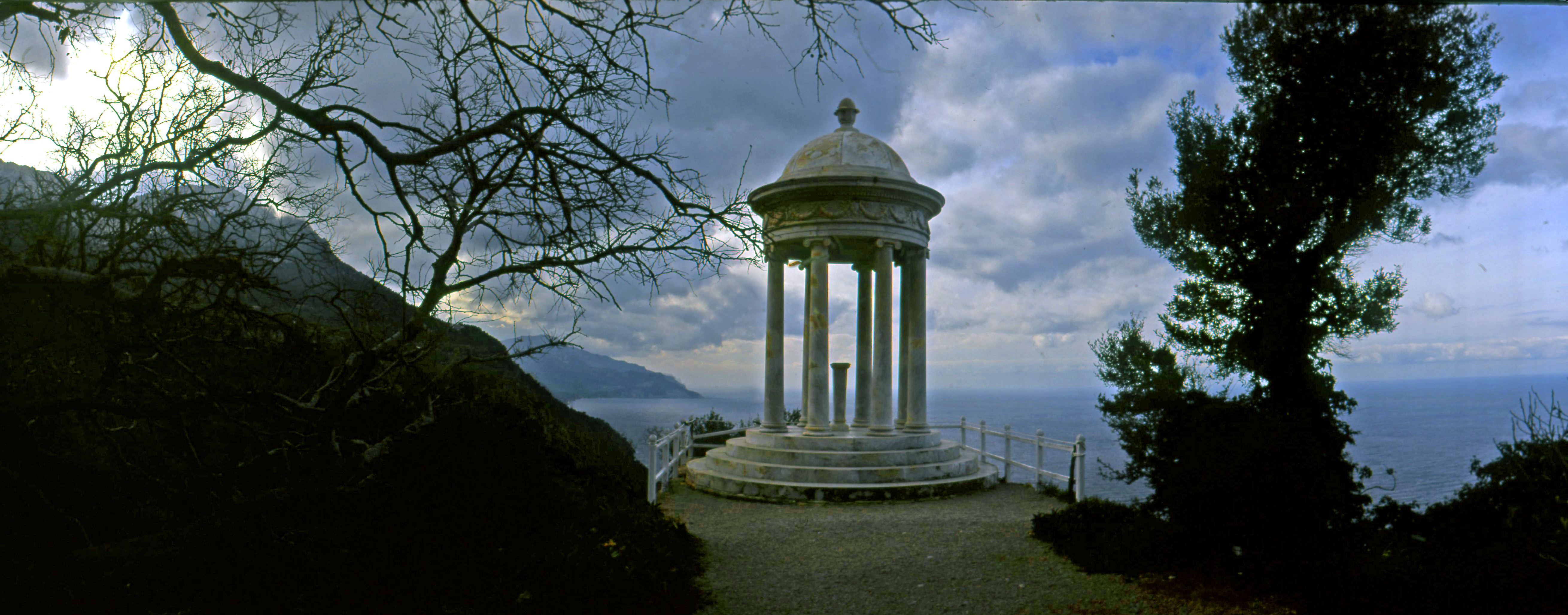
Monòpter de Son Marroig.

Entre els edificis històrics de Deià destaca el conjunt de les possessions rurals. Moltes d'aquestes finques senyorials daten de l'època moderna i pertanyien a nobles o a l'Església. La possessió de Son Marroig, adquirida i restaurada per l'Arxiduc Lluís Salvador al segle xix, és avui un museu obert al públic. En els seus jardins de la costa es troba el famós monòpter amb vista panoràmica sobre la mar i la península de sa Foradada. A prop es troba la finca de Miramar, antic monestir fundat per Ramon Llull el 1276, també rehabilitada per l'Arxiduc –tot i que administrativament pertany al terme de Valldemossa–. Una altra possessió notable és Son Rul·lan, antigament propietat de monjos cistercencs, i Son Coll, a la vall de Deià. Escampades pel municipi també s'observen cases de neu i nombrosos elements etnològics com forns de calç, forns de pa i tafones.

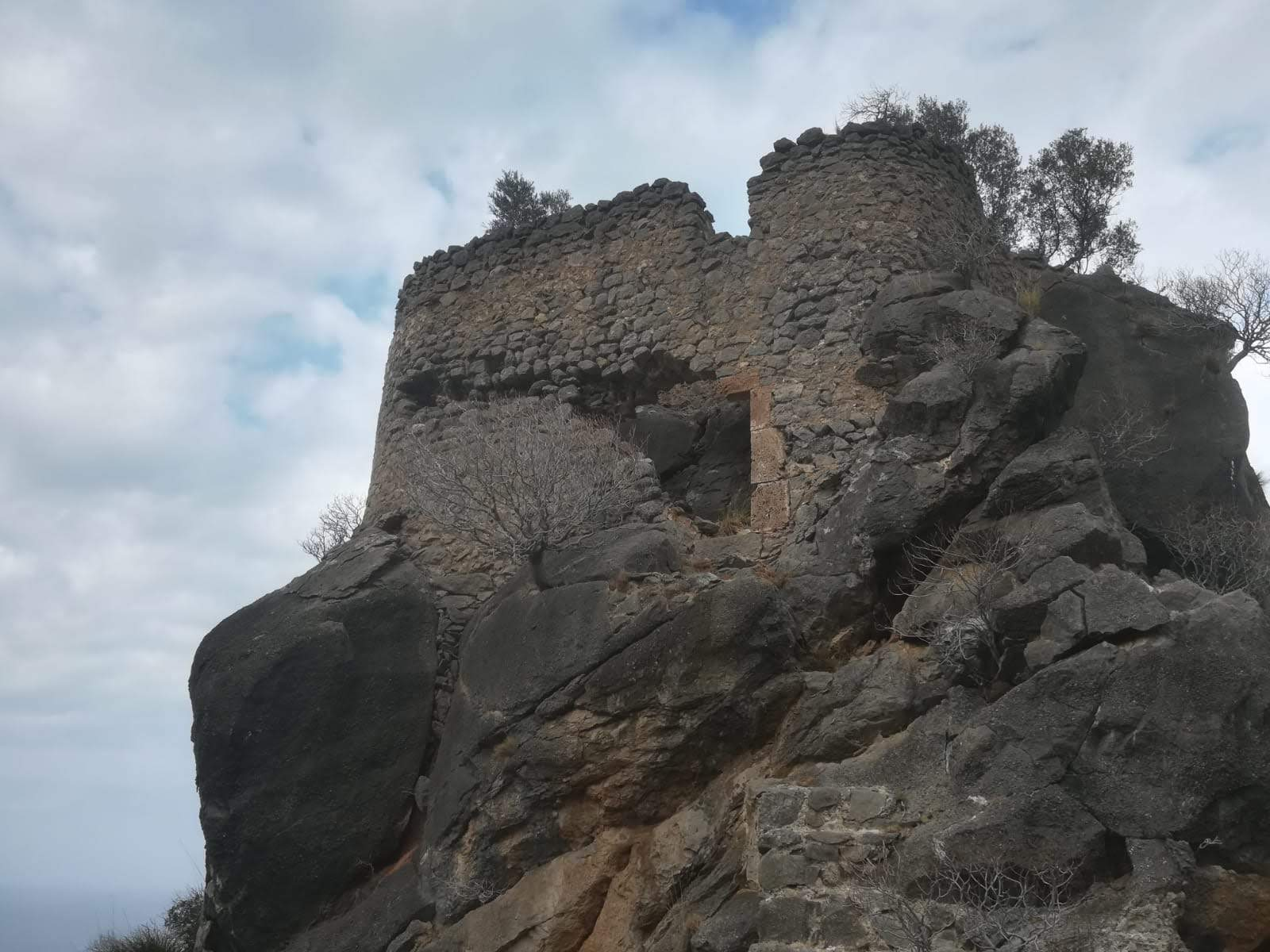
Castell del Moro.

Diversos elements fortificats formen part del patrimoni de Deià. Al litoral destaca la torre de sa Pedrissa, construïda al segle xvii com a torre de guaita contra els pirates i corsaris barbarescos. Aquesta torre cilíndrica, situada damunt un penya-segat a la punta de Deià, formava part de la xarxa defensiva costanera de Mallorca i avui és Bé d'Interès Cultural. Dalt la carena que separa Deià de Sóller hi ha les ruïnes del castell del Moro, possiblement un antic refugi fortificat medieval. Al nucli urbà, els carrers empedrats conserven el traçat tradicional i nombroses cases de pedra amb teules àrabs i persianes verdes, típiques de l’'arquitectura popular mallorquina. Algunes d'aquestes cases acullen tallers d'artesania, galeries d'art i petits hotels. Destaquen també la ', situada prop de l’Ajuntament, i els antics rentadors públics.

Pel que fa als museus, Deià en compta amb diversos. El Museu Arqueològic i Centre d'Investigació de Deià, fundat el 1962 per l'arqueòleg nord-americà William Waldren, exhibeix troballes prehistòriques i antiguitats locals en un edifici que havia estat una tafona. El Museu Parroquial, ubicat al costat de l'església, reuneix objectes litúrgics, pintures i documents de la història religiosa del poble. La casa on visqué Robert Graves (Ca n'Alluny) s’ha convertit en la Casa-Museu Robert Graves. També existeix un petit Museu Norman Yanikun, dedicat a aquest pintor resident durant anys a Deià, on s'exposen obres seves i d'altres artistes locals. Finalment, a Son Marroig s’hi mostren records de l'Arxiduc Lluís Salvador i mobiliari de l'època, i acull esporàdicament concerts i esdeveniments culturals.
| - Ajuntament (també anomenat "Es Porxo") - Amfiteatre Joan Mas - Castell del Moro - Cementiri municipal - Centre Polivalent "Sa Tanca" - Col·legi Públic Robert Graves - Església de Sant Joan Baptista - Font de Sant Joan, vora l'Ajuntament - Museu Arqueològic - Museu de l'Arxiduc Lluís Salvador (a Son Marroig) - Museu Parroquial (devora l'Església) - Museu Yanikun - Oratori de la Mare de Déu d'Agost (Llucalcari) - Refugi de Ca'n Boi - 3 Rentadors públics - Torre de Sa Pedrissa, a la punta de Deià. - Cala Deià - Es Canyeret - Puig d'Es Teix - Sa Foradada | - Sa Casa d'Amunt - Can Paloni - Can Borràs - Can Fussimany - Can Puigserver - Can Simó - Es Molí - Sa Pedrissa - Son Bauçà de la Torre Redona - Son Bujosa - Son Canals - Son Coll - Son Gallard - Son Marroig - Son Moragues - Son Ripoll - Son Rutlan - Son Rul·lan des Molí - Son Beltran - Can Miquelet - Ses Cases Noves - Es Racó - Can Boqueta |

### Vistes des de l'església de Sant Joan Baptista i des del cementiri municipal

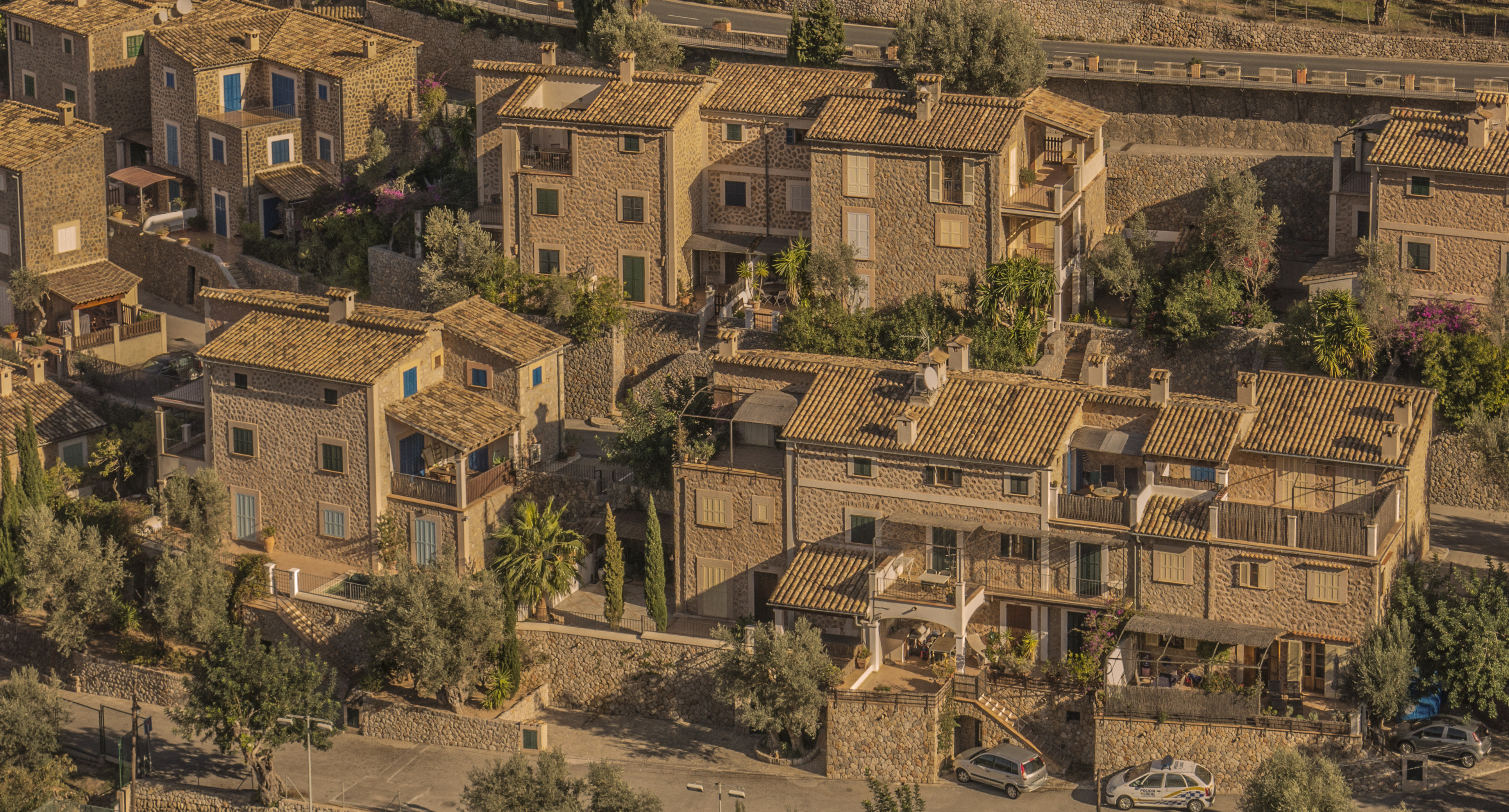
Vista parcial de Deià.
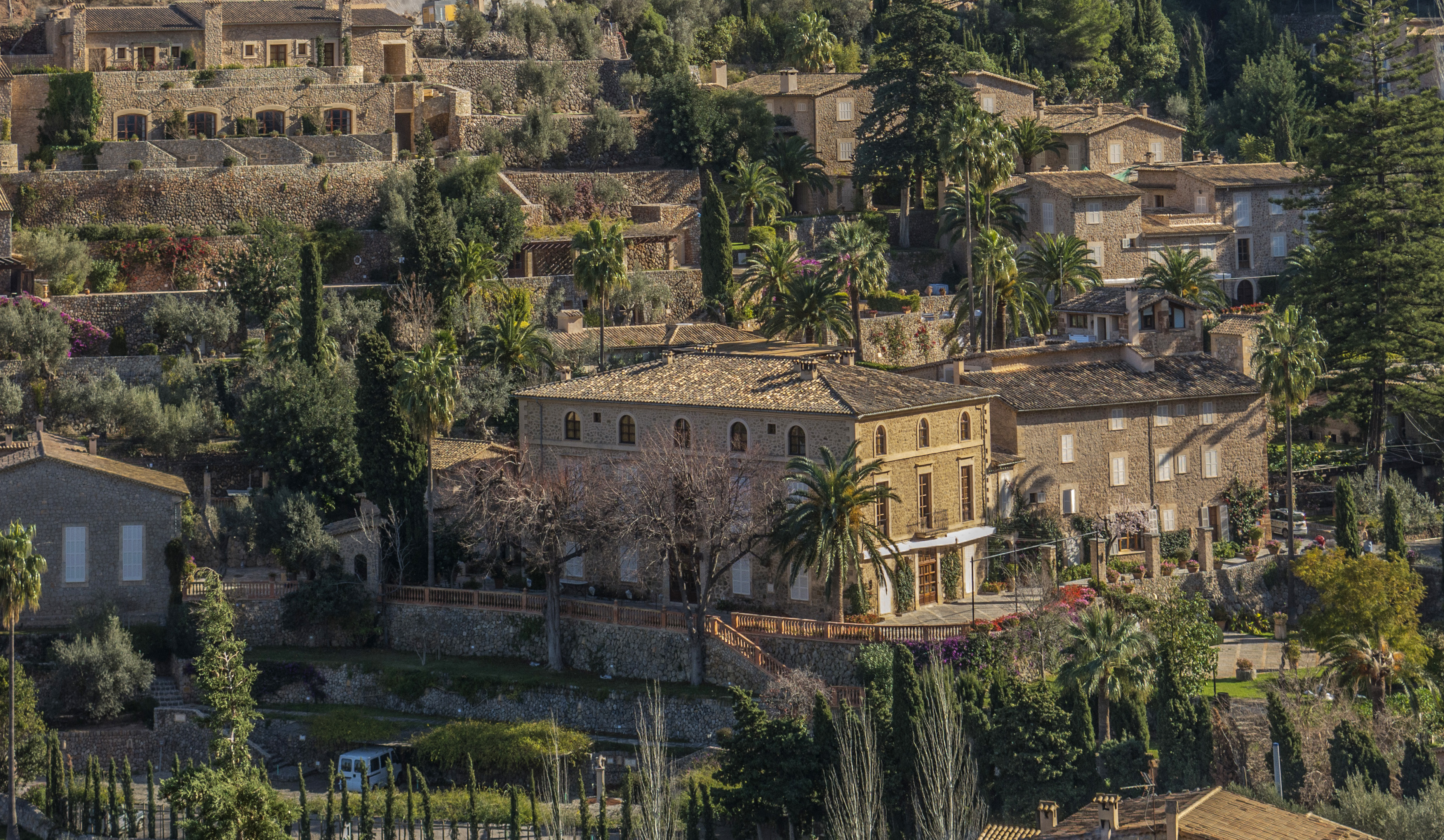
Vista parcial de Deià.
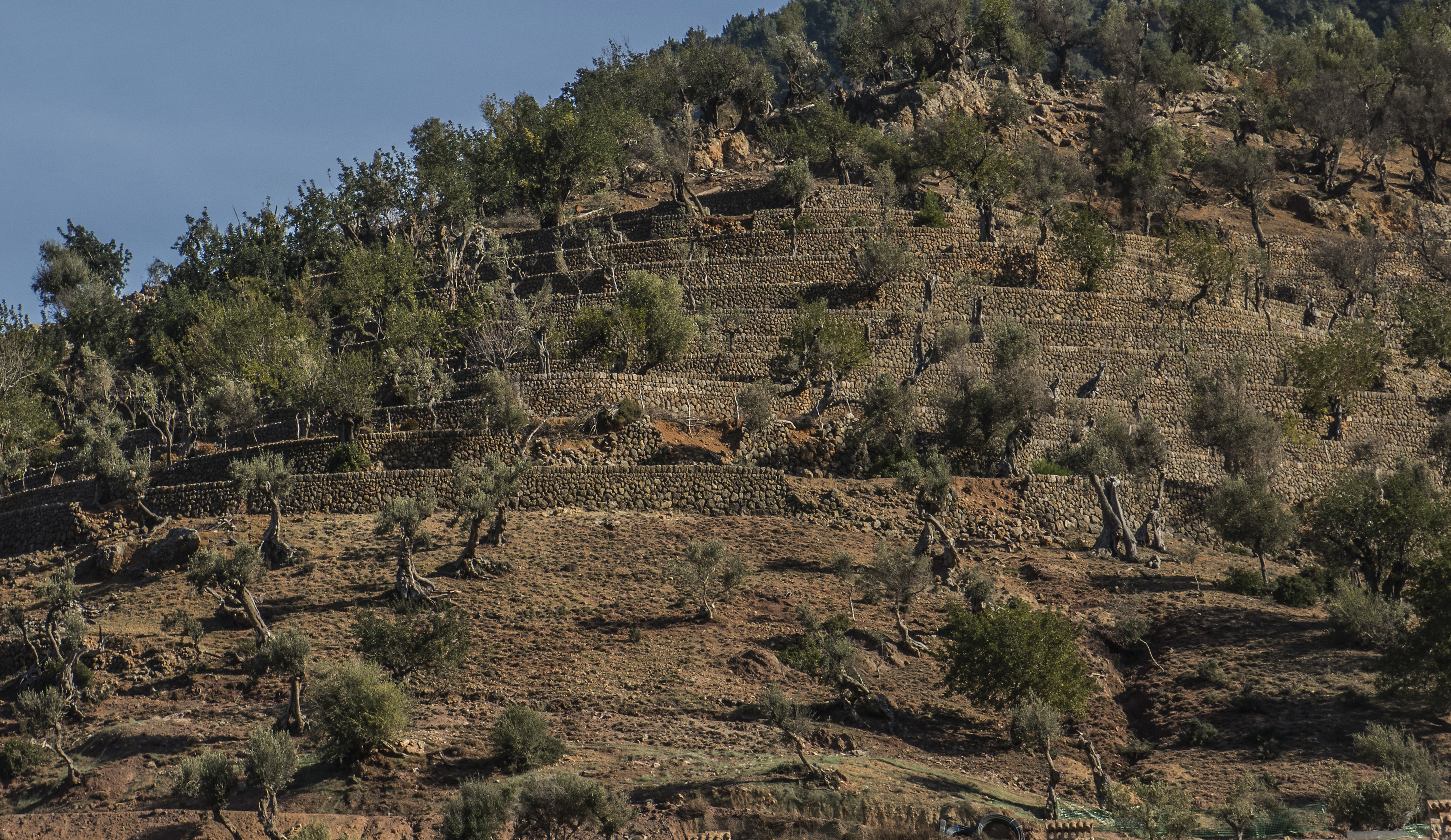
Marjades de Deià.

## Deianencs i visitants il·lustres[calcitació]

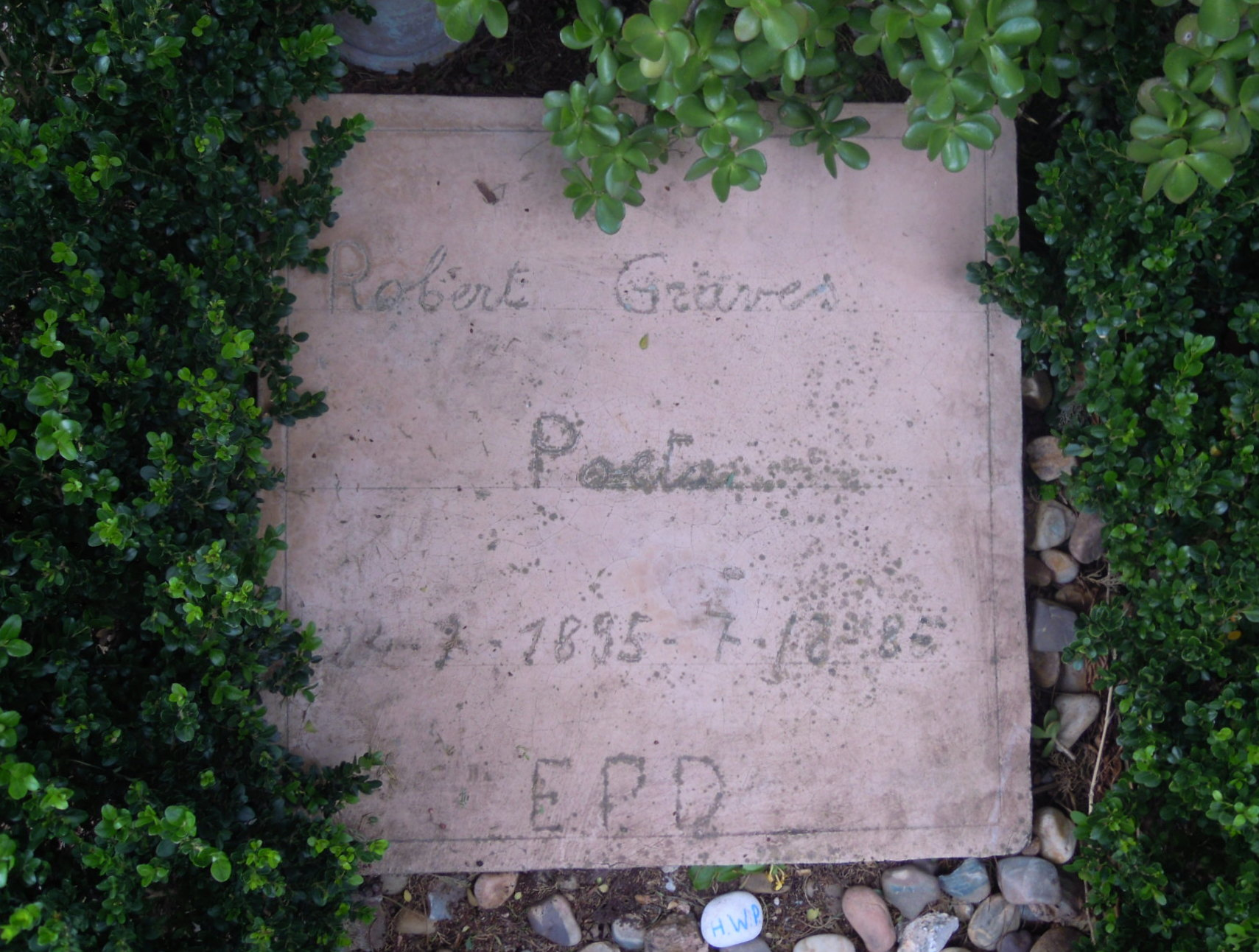
Tomba de l'escriptor Robert Graves

Al llarg del temps, Deià ha estat bressol o llar d'adopció de nombroses figures destacades de les lletres, les arts i altres àmbits. Ja en el segle xiii, el filòsof mallorquí Ramon Llull va tenir presència en aquestes terres: l'any 1276 fundà a la veïna possessió de Miramar la seva cèlebre escola de llengües orientals. Segles després, a principis del segle xx, Joan Alcover va dedicar un poema al poble (Notes de Deià, 1908) inspirant-se en la seva estada a la vall. La fama literària internacional de Deià, però, arribà sobretot de la mà de Robert Graves (1895–1985). L'escriptor i poeta anglès s'instal·là a Deià el 1929 junt amb la també poeta Laura Riding, formant part d'una comunitat d'anglesos i americans que trobaren refugi al poble després de la Primera Guerra Mundial. Graves hagué de marxar durant la Guerra Civil espanyola, però el 1946 retornà a Deià i hi va viure fins a la seva mort, donant al poble projecció mundial amb les seves obres (algunes ambientades a Mallorca). La seva casa, Ca n'Alluny, fou lloc de trobada d'intel·lectuals i artistes: s'hi van hostatjar o visitar figures com la novel·lista Anaïs Nin, l'actriu Ava Gardner, l'escriptor William Gaddis o els músics Robert Wyatt i Kevin Ayers, entre d'altres. Avui la casa de Robert Graves és un museu obert, i molts dels seus descendents (com la traductora i escriptora Lucia Graves) encara viuen a Deià.
Deià també ha acollit temporalment escriptors de renom mundial que hi feren estada o hi trobaren inspiració. Anaïs Nin visità el poble el 1920 i va escriure un relat breu situat a cala Deià, i l'autora costariquenya Carmen Naranjo en va fer després una versió inspirada en aquella història. També és sabut que quasi tot intel·lectual que recalava a Mallorca acabava passant per Deià: així ho feren escriptors com Miguel de Unamuno, Jorge Luis Borges o Rubén Darío en els seus viatges a l'illa. En l'àmbit local, cal destacar Joan Mas i Bauzà (1900–1993), dramaturg i novel·lista deianenc que, amb les seves obres costumistes en llengua catalana, mantingué viva la cultura mallorquina durant la dictadura franquista. Moltes de les seves peces teatrals estan ambientades a Deià, i avui el grup de teatre del poble continua representant-les. Un altre escriptor vinculat a Deià fou el poeta i activista Josep Maria Llompart, figura clau de la cultura mallorquina de postguerra, qui va viure uns anys al poble en la dècada de 1970. Ja en època més recent, la novel·lista mallorquina Carme Riera ha escrit bona part de les seves obres alternant entre Barcelona i la casa que posseeix a Deià; novel·les com Te deix, amor, la mar com a penyora o Dins el darrer blau foren creades allí.
En el camp de la pintura i les arts plàstiques, Deià ha estat igualment prolífic en personatges il·lustres o residents cèlebres. A finals del segle xix hi vingué a pintar el català Santiago Rusiñol. Al segle xx, especialment a partir dels anys 1960, s'hi va consolidar una colònia de pintors internacionals. Un d'ells fou el alemany Ulrich Leman, que visqué dècades al poble, igual que l'italià Tito Cittadini o l'argentí George Sheridan. El pintor i escultor alemany Matthias Klarwein també s'hi establí, i és recordat per les seves obres psicodèliques i per haver dissenyat portades d'àlbums de música; la seva tomba és al cementeri local. Cal esmentar el paper de l'americà William Waldren, que a més d'arqueòleg fou pintor: des de la seva arribada el 1953, Waldren combinà l'art i la recerca, i el 1962 organitzà el grup artístic Els deu d'Es Teix a Deià. D'aquest cercle formà part el pintor Norman Yanikun, que va viure al poble fins a la seva mort el 1988, i altres creadors que feren de Deià el seu refugi creatiu. Entre els pintors mallorquins, destaca Antoni Gelabert (1877–1932), pioner del paisatgisme modern i demanà ser-hi enterrat –com així es féu. També s'hi instal·là un temps Joan Miralles Lladó, pintor casat amb una deianenca i establert a la possessió de Can Fussimany.
En l'àmbit musical, el compositor espanyol Manuel de Falla visità la vila als anys 1930. Ja en l'època contemporània, la presència de la comunitat internacional i bohèmia va fer de Deià un pol d'atracció per a músics, especialment de rock progressiu i folk als anys 70. El magnat britànic Richard Branson, propietari durant anys de l'hotel de luxe La Residencia, convidava sovint artistes i estrelles del seu segell discogràfic Virgin al poble. Al bar local "Sa Fonda" era habitual sentir-hi tocar improvisadament figures com Kevin Ayers (que dedicà a Deià un àlbum, Deià... Vu, 1984), Robert Wyatt o Daevid Allen, integrants del moviment underground de l'època. També foren vists pel poble músics com Mick Jagger (The Rolling Stones), el guitarrista Mark Knopfler (Dire Straits) o el multiinstrumentista Mike Oldfield. El compositor britànic de musicals Andrew Lloyd Webber ha estat altre visitant i propietari d'una residència a Deià. En l'actualitat, continuen tenint casa al municipi diverses celebritats, com la música irlandesa Caroline Corr (The Corrs) o l'actor Pierce Brosnan.
A més d'artistes, personatges històrics també han tingut relació amb Deià. L'única santa mallorquina, santa Catalina Tomàs (1533–1574), passà part de la seva joventut servint a la possessió de Son Gallard, al terme de Deià. La tradició explica que hi va viure una experiència mística important abans d'entrar al convent. Per la seva banda, l'arxiduc Lluís Salvador d'Àustria (1847–1915) convertí Deià en un punt de trobada de l'aristocràcia europea: a Son Marroig rebia visitants il·lustres, entre ells la seva cosina l'emperadriu Elisabet de Baviera «Sissi». També el polític català Narcís Serra estiueja des dels anys 1980 als voltants de Cala Deià.

## Cultura
S'Encruia és la revista local de Deià. Si bé es començà a publicar en els anys 70 en un moment donat es perdé; fou recuperada fa uns anys per l'Associació de Veïns de Deià. Té caràcter bimestral. Hi podem trobar seccions en català, castellà i anglès.
Es Saragall és el grup de teatre amateur de Deià. Representen obres en català a les festes locals; han fet des d'Erma d'en Federico García Lorca fins a pintorescos i costumistes vodevils escrits expressament (Titanix...); les seves representacions més famoses, tanmateix, són les d'obres de l'autor deianenc Joan Mas i Bauçà (menció especial mereix la de Sa Padrina).
L'antropòloga americana Jacqueline Waldren, que viu al poble des de fa molts d'anys, va analitzar la convivència de la població estrangera amb deianencs en els seus llibres Insiders and outsiders. Paradise and reality in Mallorca (1996) i Mallorquins, estrangers i forasters (2001).
En l’àmbit musical, cada any se celebra el Festival Internacional de Música de Deià, fundat el 1978 pel pianista Patrick Meadows i Stephanie Shepard. Aquest festival, guardonat internacionalment, ofereix concerts setmanals de música clàssica a l'estiu, sovint a la finca de Son Marroig, i ha comptat amb la participació d'artistes de prestigi mundial.

## Deià a les arts

### Cinema
- El secreto de la Pedriza (1926).
- Evil under the Sun (1982): la cala on s'embarquen per anar a l'illa és Cala Deià, i els extres són deianencs.
- Four last songs (2007).

### Literatura
- Notes de Deià Arxivat 2009-02-11 a Wayback Machine. d'en Joan Alcover

### Música
- Disc Deià...Vu d'en Kevin Ayers.

- Cançó Puja al tren del grup infantil Cucorba: "No hi fa res que jo parli català/ tu xinès o castellà/ o dialectes africans;/ que tu mengis magranes de Bagdad/ canya de mel de Sudan/ i jo caquis de Deià."
- Cançó De Dénia cap a Deià de Pepe Cantó al disc De aquí para allá (2014).

### Pintura

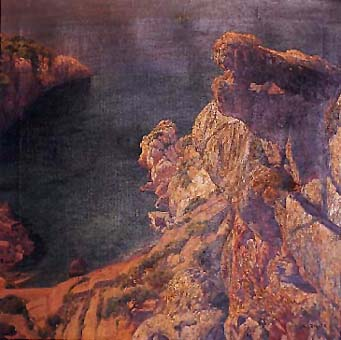
Alexandre de Riquer i Ynglada (1856-1920)
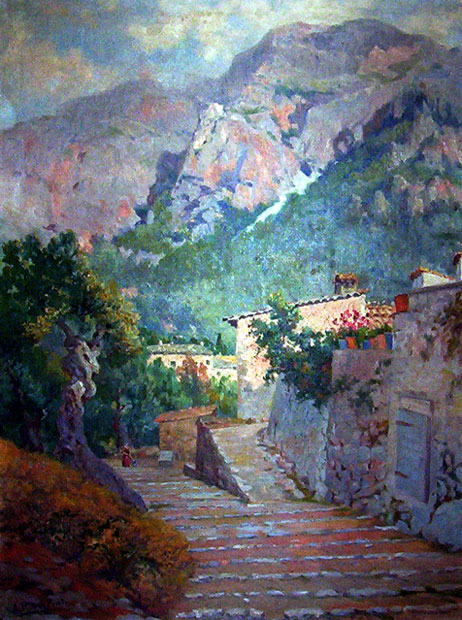
Antoni Ribas Prats (1883-1931)